# 马孔区
马孔区（法語：Arrondissement de Mâcon）是法国勃艮第-弗朗什-孔泰大区索恩-卢瓦尔省所辖的一个区。总面积1221.9平方公里，总人口113924，人口密度93人/平方公里（2018年）。主要城镇为马孔。

## 辖区
马孔区辖有120个市镇。